# Falsa alfàbrega
La falsa alfàbrega, Saponaria ocymoides, és una espècie d'herba sabonera. És planta nativa del sud d'Europa, incloent els Països Catalans.

## Descripció

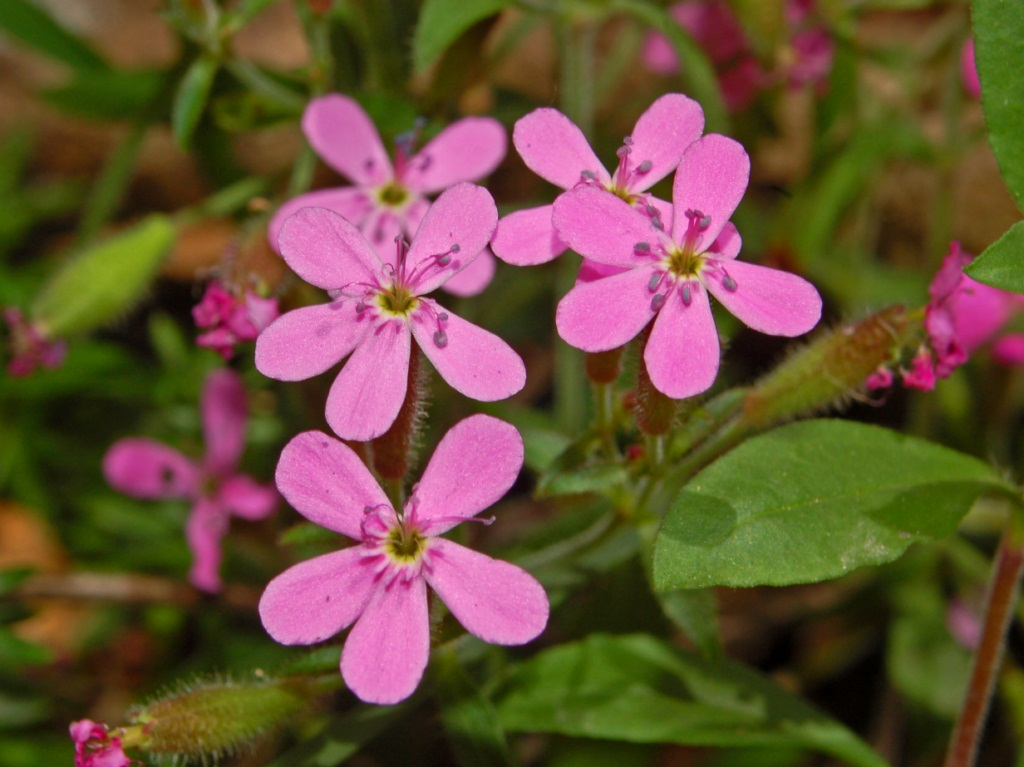
Flors de Saponaria ocymoides

És una planta perenne que arriba a fer 40 cm d'alt. La seva tija és de prostrada a ascendent, llenyosa, vermellenca, força pilosa i molt embrancada. Les fulles són d'ovades a lanceolades, sèssils i piloses, d'1 a 3 cm de llargada. Les flors tenen cinc pètals vermells o rosats (rarament amb els pètals blancs) i amb les anteres blaves. Els pètals estan fusionats en un tub de 8-10 mm de llargada.
Creix en llocs pedregosos i en boscos. Prefereix els sòls calcaris. Viu fins als 1500 m d'altitud (rarement fins als 2400 m) 

## Cultiu
S. ocymoides es cultiva com planta ornamental en rocalla i en parets de pedra seca a ple sol. Ha guanyat el premi de la Royal Horticultural Society, Award of Garden Merit.

## Galeria

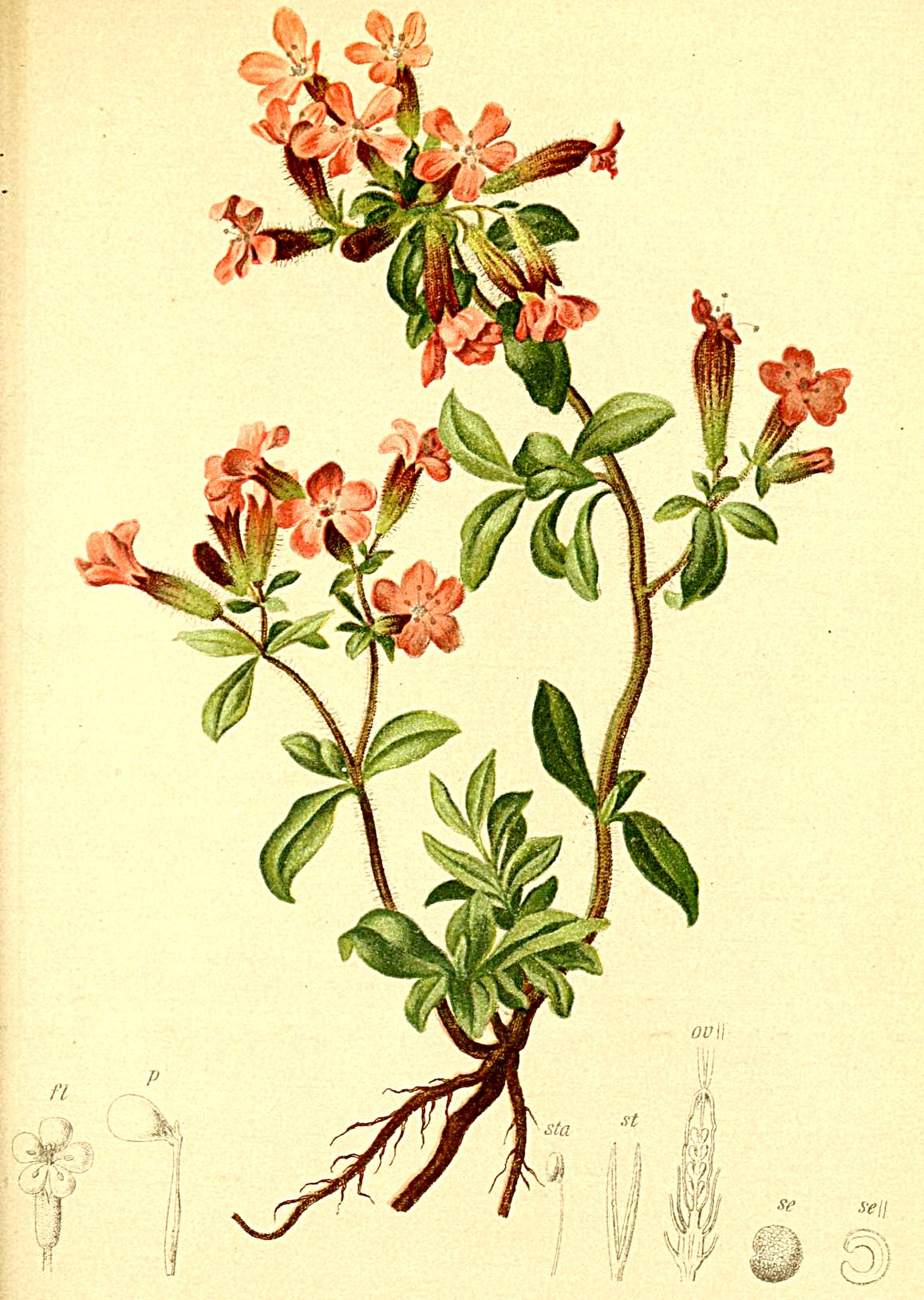
Il·lustració de Saponaria ocymoides a Atlas der Alenflora
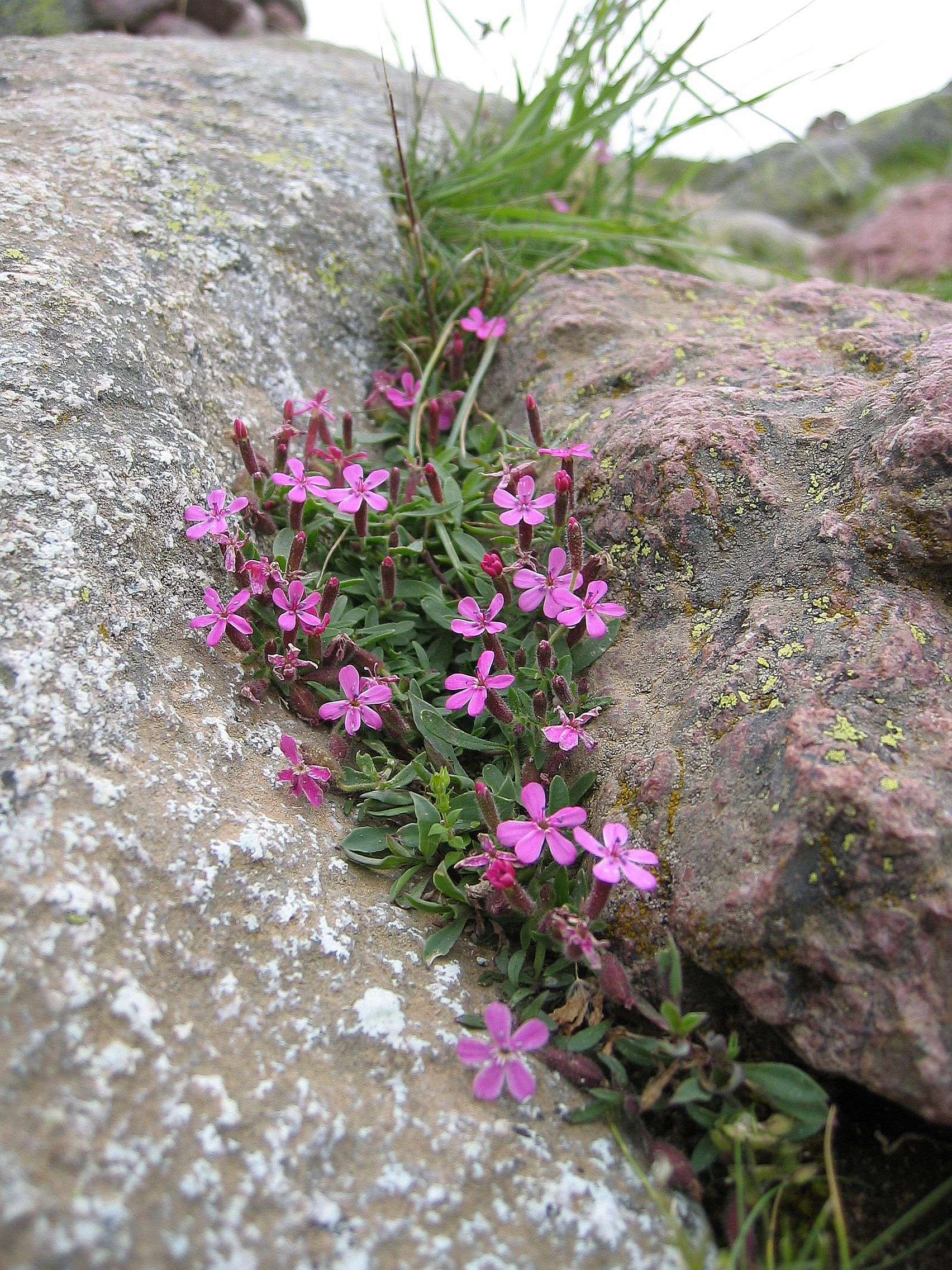
Planta de Saponaria ocymoides a Còrsega
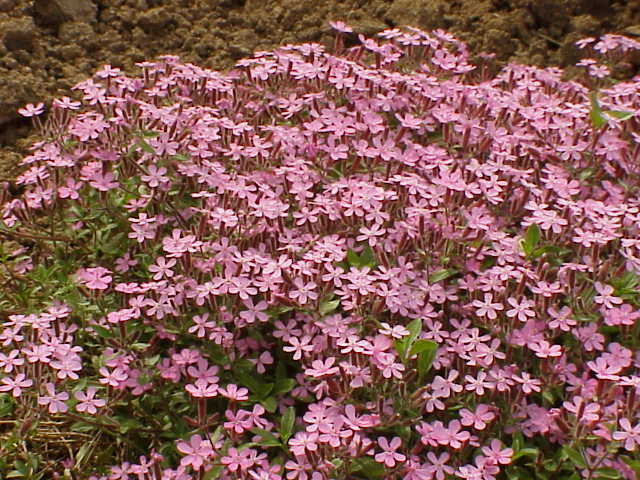
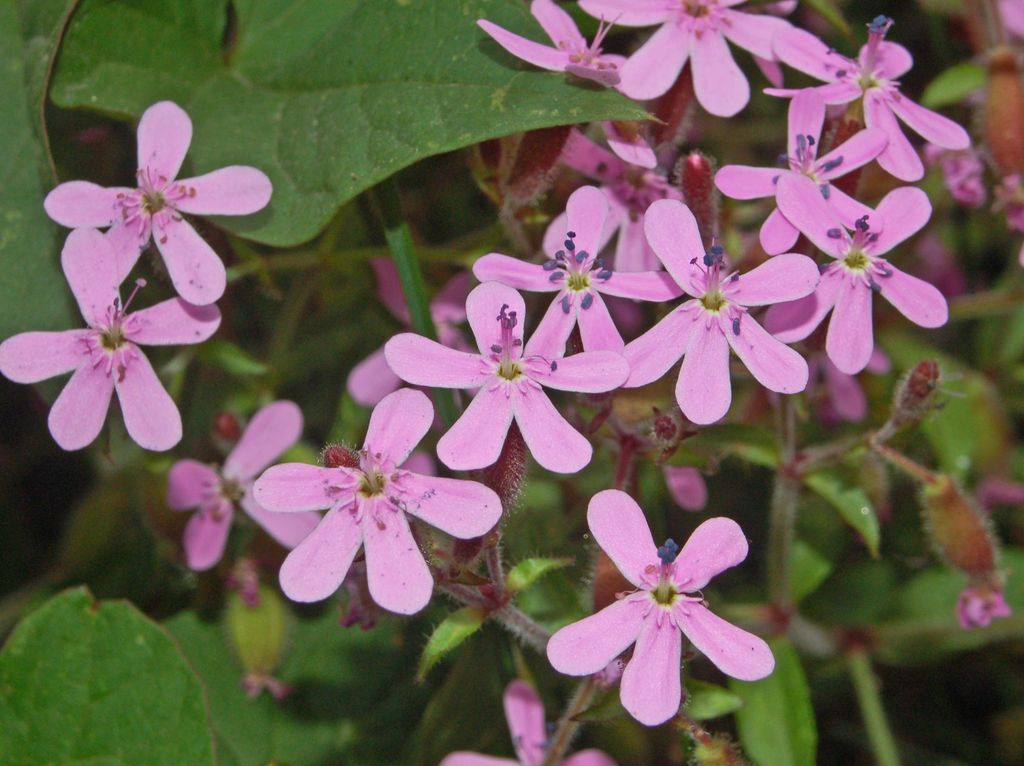
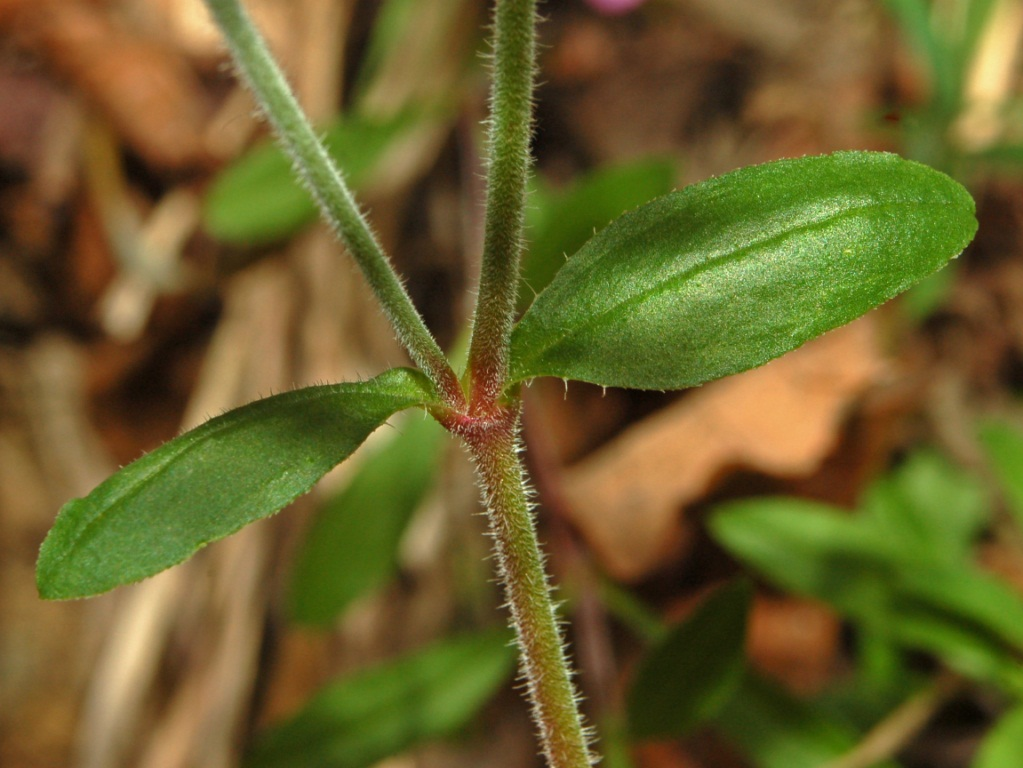